# Cueva de Apolo Hipoacreo
La Cueva de Apolo Hipoacreo es una cueva y  santuario dedicado a Apolo en la ladera noroeste de la colina de la Acrópolis  de Atenas.
El santuario estaba dedicado a Apolo Hipoacreo, o ‘Apolo bajo las alturas’, en referencia a la ubicación del santuario. En la cueva también se rendía culto a Apolo con los epítetos Patroos ("Padre Apolo") y Pitio ("Pitón el matador"). Según este último, el santuario también era conocido como Pythion (en griego antiguo: Πύθιον). La cueva fue objeto de culto no más tarde de la época  micénica en el siglo XIII a. C. Los atenienses asociaban la cueva con sus orígenes míticos como habitantes originarios del Ática, ya que cuenta la leyenda que Apolo durmió en la cueva con Creúsa, la hija de Erecteo, dando lugar al antepasado jonio Ion.
La cueva tiene unos 5 metros de ancho y unos 3 metros de profundidad, aunque probablemente fuera más profunda en la antigüedad.
En el santuario había cavidades talladas en la roca para las esculturas. El yacimiento se ha identificado por las ofrendas votivas halladas en él. Se dice que los que viajaban a Delfos (pythaistai) iniciaban su viaje desde la cueva.
El camino Peripatos conducía al santuario desde los alrededores de la colina. Al este de la cueva se encuentran otros dos santuarios rupestres, la Cueva de Zeus Olímpico y la Cueva de Pan, y al oeste la fuente Clepsidra.